# Newnesiidae
Newnesiidae Moles, Wägele, Schrödl & Avila, 2017 è una famiglia di molluschi gasteropodi dell'ordine Cephalaspidea. È l'unica famiglia della superfamiglia Newnesioidea.

## Tassonomia
La famiglia comprende tre specie in due generi:
- Hocius Moles, Avila & Malaquias, 2017
  - Hocius joani (Moles, Wägele, Schrödl & Avila, 2017)
- Newnesia E.A. Smith, 1902
  - Newnesia abyssalis Moles, Avila & Malaquias, 2017
  - Newnesia antarctica E. A. Smith, 1902

## Distribuzione e habitat
Tutte e tre le specie sono endemiche delle acque dell'Antartide.